# Tanjung Kupang
Tanjung Kupang is een bestuurslaag in het regentschap Empat Lawang van de provincie Zuid-Sumatra, Indonesië. Tanjung Kupang telt 5296 inwoners (volkstelling 2010).